# Superstar K
Superstar K (coréen : 슈퍼 스타 K) est une émission de télévision sud-coréenne de télé-crochet musical diffusée sur Mnet depuis le 24 juillet 2009. Il est considéré comme le plus important programme d'audition en Corée du Sud. 
Le gagnant de chaque saison se donne la chance de chanter au Mnet Asian Music Awards ainsi que d'autres prix.

## Lauréats
| Gagnant(e)    | Finaliste     | Saison | Année |
| ------------- | ------------- | ------ | ----- |
| Seo In-guk    | Jo Moon Geun  | 1      | 2009  |
| Huh Gak       | John Park     | 2      | 2010  |
| Ulala Session | Busker Busker | 3      | 2011  |
| Roy Kim       | DickPunks     | 4      | 2012  |